# 地内島

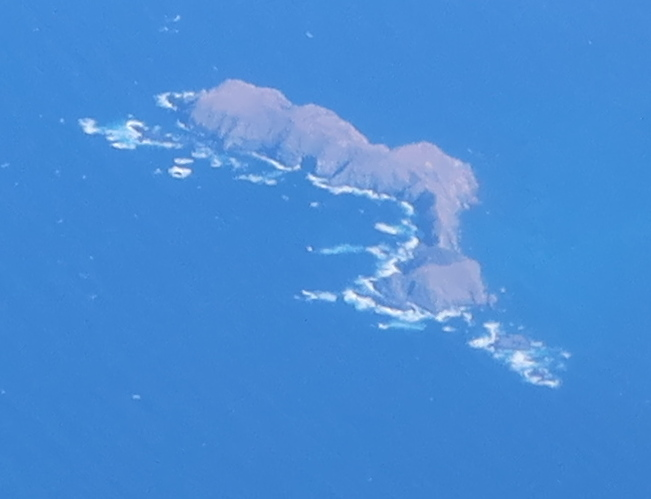
飛行機から撮影した地内島

地内島（じないじま）は、伊豆諸島に属する島。新島の西方に位置する無人島である。行政区画は東京都新島村に属する。

## 地理
地内島は新島西岸の黒根港（新島港）の西方約1.6キロメートルに位置する。周囲は約2.6キロメートル。天保郷帳にも「地内島」の記載がある。新島の黒根港は大型船の発着港となっているため、沖合にある地内島は港を強い西風から守る役割を果たしている。
地内島、大平島、ナダラ根、ナツハダなど一連の岩礁を構成する流紋岩溶岩（海面上の厚さ50メートル）を地内島火山という。これらの分断された大小の岩礁はもとは一つの溶岩円頂丘を構成していた。

## 自然
国立公園特別保護地区に指定されている（島全域）。釣りをする人が訪れることがある。島の東側にはソフトコーラルが群生している。
かつては樹木が生い茂る緑の島であった。しかし、1934年から1969年までの間に観光目的でヤギ、ウサギ、サル、シカが移入されたことにより、その後植生が著しく破壊され、移入された動物も、ヤギは1981年までに、サルは1998年までに全滅し、また、シカは1985年に駆除された。ウサギについては1998年の時点で生息が確認されている。
1980年ごろ、一部のシカが新島に泳ぎ渡って繁殖し、農作物を食い荒らす害獣となっている。1998年の時点で、新島のシカの生息数は推定300頭である。